# Greatest Hits (album Ramones)
Greatest Hits – album kompilacyjny zespołu Ramones wydany w 2006 roku. Płyta prezentuje najbardziej znane utwory grupy.

## Lista utworów
1. „Blitzkrieg Bop” (Tommy Ramone) – 2:14
2. „Beat On The Brat” (Joey Ramone) – 2:31
3. „Judy Is A Punk” (Joey Ramone/Dee Dee Ramone) – 1:32
4. „I Wanna Be Your Boyfriend” (Tommy Ramone) – 2:24
5. „Sheena Is a Punk Rocker” (Joey Ramone) – 2:49
6. „Pinhead” (Dee Dee Ramone) – 2:42
7. „Commando” (Ramones) – 1:51
8. „Rockaway Beach” (Dee Dee Ramone) – 2:06
9. „Were A Happy Family” (Ramones) – 2:40
10. „Cretin Hop” (Ramones) – 1:55
11. „Teenage Lobotomy” (Ramones) – 2:10
12. „I Wanna Be Sedated” (Joey Ramone) – 2:29
13. „I Just Wanna Have Something To Do” (Joey Ramone) – 2:42
14. „Rock 'N' Roll High School” (Joey Ramone) – 2:38
15. „Baby, I Love You” (Phil Spector/Jeff Barry/Ellie Greenwich) – 3:47
16. „Do You Remember Rock 'N' Roll Radio?” (Joey Ramone) – 3:50
17. „The KKK Took My Baby Away” (Joey Ramone) – 2:32
18. „Outsider” (Dee Dee Ramone) – 2:10
19. „Pet Sematary” (Dee Dee Ramone/Daniel Rey) – 3:30
20. „Wart Hog” (Dee Dee Ramone/Johnny Ramone) – 1:54